# Winston Creek (Thunder Bay District)
Winston Creek är ett vattendrag i Kanada.   Det ligger i provinsen Ontario, i den sydöstra delen av landet, 900 km väster om huvudstaden Ottawa.
I omgivningarna runt Winston Creek växer i huvudsak blandskog. Trakten runt Winston Creek är nära nog obefolkad, med mindre än två invånare per kvadratkilometer.